# Collège Rhino Véloce
 (octobre 2020).
Si vous disposez d'ouvrages ou d'articles de référence ou si vous connaissez des sites web de qualité traitant du thème abordé ici, merci de compléter l'article en donnant les références utiles à sa vérifiabilité et en les liant à la section « Notes et références ».
Collège Rhino Véloce (Flying Rhino Junior High) est une série télévisée d'animation franco-canadienne produite par Nelvana, diffusée d'abord aux États-Unis à partir du 3 octobre 1998 les samedis matins sur le réseau CBS, au Québec à partir du 6 septembre 1999 sur Télétoon, en France à partir du 2 juillet 2000 sur la chaine TF1 dans l'émission TF! Jeunesse et en Belgique sur Club RTL dans le bloc Kid's Club

## Scénario
Le collège Rhino Véloce n'est pas un collège comme les autres, car Basile Têtedoeuf alias le Fantôme veut envahir le collège pour ainsi y récupérer sa note et la modifier (un 0 qu'il avait eu dans le collège il y a quelques années), ce dernier, grâce à son Transformator peut transformer le collège en pyramide, en château, ou encore le ramener au temps des dinosaures, etc.
Il est accompagné par Raticus, mais ils se disputent souvent.

## Personnages
- Billy O'Toole : le protagoniste à la casquette rouge
- Marcus Snarkis : un afro Canadien
- Ruby Snarkis : sœur de Marcus
- Lydia Lopez : la fille aux couettes
- Basile Têtedoeuf (Earl P. Sidebottom en VO) : l'antagoniste
- Raticus : le rat de l'antagoniste parlant
- Fred Spurtz : le gamin de l'école qui mange comme un cochon
- Mrs. Snodgrass : l'institutrice
- Buzz Mulligan : le principal en rhinocéros anthropomorphe
- Buford : le balayeur en cochon anthropomorphe
- Johnny Descunk : un délinquant qui pratique le harcèlement scolaire
- Rod Hargrove : un ami et complice de Johnny Descunk
- Cutlip : l’infirmière
- Mr Needlenose : un professeur d'art

## Épisodes

### Saison 1 (1998)
1. Préhystérique
2. Sous les mers
3. Flexus solaire
4. La malédiction du fantôme
5. Frankentetdeuf
6. Le jeu
7. Une star est nunuche
8. Héros de BD
9. La danse des insectes
10. Pantome Noël
11. Les timbres
12. Cataclysme
13. Pal 9000

### Saison 2 (1999)
1. Des espions au collège
2. Votez pour moi
3. Les colts fument à El Rhino
4. Tout ça c'est du grec
5. Hissez le pavillon noir
6. On efface et on recommence
7. Billy casse-cou au cœur de l'Amazone
8. Le coup du rat d'égout
9. L'invasion des déchets vivants
10. Pas de feu sans fumée
11. Visitez le fantôme
12. La journée des fleurs… carnivores
13. Moi et son contraire